# Soběchlebské terasy
Soběchlebské terasy este o arie protejată (arie specială de conservare — SAC, sit de importanță comunitară — SCI) din Republica Cehă întinsă pe o suprafață de 2,64 ha, integral pe uscat.

## Localizare
Centrul sitului Soběchlebské terasy este situat la coordonatele 50°13′02″N 13°31′51″E / 50.217222°N 13.530833°E.

## Înființare
Situl Soběchlebské terasy a fost declarat sit de importanță comunitară în aprilie 2005 pentru a proteja 1 specie de plante. Situl a fost protejat și ca arie specială de conservare în iulie 2012.

## Biodiversitate
Situată în ecoregiunea continentală, aria protejată nu include niciun habitat protejat.
La baza desemnării sitului se află o specie protejată de  plante: papucul doamnei (Cypripedium calceolus).